# Округ Вилкокс (Алабама)
Округ Вилкокс (енгл. Wilcox County) је округ у америчкој савезној држави Алабама. По попису из 2010. године број становника је 11.670. Седиште округа је град Камден.

## Демографија
Према попису становништва из 2010. у округу је живело 11.670 становника, што је 1.513 (11,5%) становника мање него 2000. године.
| Група             | 2000.         | 2010.         |
| Белци             | 3.611 (27,4%) | 3.110 (26,6%) |
| Афроамериканци    | 9.479 (71,9%) | 8.465 (72,5%) |
| Азијати           | 17 (0,1%)     | 4 (0,0%)      |
| Хиспаноамериканци | 97 (0,7%)     | 72 (0,6%)     |
| Укупно            | 13.183        | 11.670        |